# Charges.com.br
Charges.com.br é um portal de humor brasileiro, criado em fevereiro de 2000 pelo cartunista Maurício Ricardo Quirino. É conhecido por suas charges animadas, feitas com o programa Macromedia Flash. Devido a seu sucesso, as charges chegam a ser exibidas em emissoras de televisão, como a Rede Globo, que exibe todas as terças-feiras no programa Big Brother Brasil em dia de eliminação.

## História
Charges.com.br é uma criação do cartunista Maurício Ricardo Quirino, que juntou à agilidade da charge impressa de jornais, os recursos de multimídia e interatividade da Internet, num resultado pioneiro no Brasil. Maurício Ricardo cria os roteiros, desenha, anima e interpreta as vozes da maioria dos personagens.
Lançado em 1º de fevereiro de 2000, já em maio o material começou a chamar a atenção dos grandes portais. Em junho de 2000 o site se tornou canal de humor do extinto portal Zip.net. Desde setembro de 2003 faz parte do portal UOL e vem acumulando alguns dos prêmios mais importantes da Internet.
Foi eleito o Melhor Site de Entretenimento no concurso iBest 2006. O site ganhou também quatro Prêmio Info, da revista Info Exame. Na sua última edição, o Charges.com.br foi escolhido pelos leitores da revista o Site do Ano e Maurício Ricardo o Empreendedor do Ano na Internet.
Na década de 2010, o site passou a postar as animações direto no canal do YouTube.
Em 2022,  foi lançada uma série intitulada "Adeus" se despedindo dos personagens do site, com Maurício explicando que pela mudança de políticas de divulgação do YouTube a monetização se complicava e assim ele iria trabalhar menos com as animações.

## Quadros
| Início                 | Término             | Título                             | Personagens Principais         | Personagens Secundários | Temp. | Descrição | Ref.  |
| ---------------------- | ------------------- | ---------------------------------- | ------------------------------ | --- | ----- | --- | ----- |
|                        |                     | Charges-okê                        |                                | |       | Mistura de Charges com Karaokê, Paródias Musicais sobre temas da atualidade. | [ 6 ] |
|                        |                     | Pedidos Difíceis para o Papai Noel | Papai Noel Duende              | |       | Todo ano, o Papai Noel e seu Duende auxiliar separa aqueles pedidos mais difíceis e que são deixados para última hora. | [ 7 ] |
|                        |                     | Céu do Charges                     |                                | |       | Quando falece alguma celebridade, automaticamente ela aparece entrando no céu do charges, sempre recebidos por São Pedro. | [ 8 ] |
|                        |                     | Tobby Entrevista                   | Tobby                          | Capitão Morrimento |       | Programa de entrevistas semanais fictício apresentado pelo personagem Tobby, um sujeito baixinho que usa um chapéu com orelhas do Mickey Mouse. As entrevistas variam entre artistas famosos, políticos e personagens de filmes e desenhos animados. Durante o ano de 2007 com o sucesso do filme Tropa de Elite o personagem Capitão Morrimento (paródia do Capitão Nascimento) foi um dos entrevistados e acabou tomando temporariamente o lugar de Tobby mudando o nome do programa para Capitão Interroga, continuando até o ano seguinte quando Tobby retornou ao programa e o capitão tornou-se secundário até sair posteriormente. Desde 2019 não ocorrem mais episódios novos. | [ 9 ] |
|                        |                     | Espinha e Fimose                   | Espinha Fimose                 | Lesado Lipo Vera Diva Reitor da Varejão do Ensino                                                                              |       | Seus nomes verdadeiros são Paulo Felipe (Espinha) e Lúcio José (Fimose) e foram relativamente inspirados em Beavis e Butthead. No começo eram uma dupla de adolescentes de classe média, recentemente se tornando universitários da Faculdade Varejão do Ensino. Mesmo não sendo bonitos, são exímios galanteadores e estão sempre em busca de garotas, sendo que adoram contar vantagem para conquistar as mesmas, mas muitas de suas tentativas dão errado, apesar do sucesso momentâneo que geralmente tem. Seus amigos são Lipo (Felipo), um garoto gordinho bastante inseguro e ingênuo que sofre de ansiedade e se mostra tímido demais para conquistar garotas (sendo muitas vezes alvo de piadas dos amigos por isso), mas que muitas vezes acaba tendo mais sorte com as mulheres do que Espinha e Fimose; Lesado (Eduardo Diego Arnaldo), um homem de meia idade que devido ao uso de drogas quando mais jovem, teve seu cérebro danificado (acreditando ter sido possuído por incas venusianos) e mesmo sendo bastante inteligente e adorando bancar o filósofo demagogo, é bastante prolixo e costuma atazanar seus amigos falando besteiras, e devido a seu raciocínio impróprio para pessoas em sua faixa etária, acaba tendo amizade com Espinha, Fimose e Lipo (sendo que até já foi namorado da mãe deste último em um episódio), além de trocar os nomes de Espinha e Fimose (Chamando Espinha de Fimose e vice-versa) e sempre esquecer os nomes das demais pessoas; e Vera Diva, uma negra bastante sensual e antenada que é a única mulher que possui maior amizade com os meninos e se mostra mais madura que eles, sendo a voz da razão principalmente de Espinha e Fimose. Outros personagens recorrentes são os pais de Espinha e Fimose (principalmente os pais de cada um, que aparecem mais que as mães), a mãe de Lipo (que já namorou Lesado) e a mãe de Lesado, Dona Meg (que nas histórias mais recentes, se mostra tendo uma relação estável com Dinho Star, ex-roqueiro hippie dos anos 70 que acredita-se ser o possível pai de Lesado). |       |
|                        |                     | Só Levando                         | Bezerra Bernadete Johan Suelen | Otoridade Dona Geralda Juke e Box Consuelo Coisa Ruim Berinjela Seu Anselmo Senador Robalho                                    |       | Histórias da família Bezerra, uma família pobre que mora no Morro do Lamento, uma comunidade (favela) em Urbanópolis. José Bezerra é um pai de família de meia idade acima do peso que geralmente está desempregado e vive fazendo bicos e arranjando soluções mirabolantes para conseguir sustentar a família na esperança de um dia se tornarem ricos. Apesar de se mostrar um bom malandro em algumas situações, já que arranja alguns trambiques e outras soluções não muito honestas de trabalho, ainda assim Bezerra é um homem bastante ingênuo e simplório, sendo enrolado até mesmo por sua família. É casado com Bernadete, com quem mantém uma relação aberta, já que a mesma vive arranjando casos amorosos com outros homens (muitas vezes em troca de dinheiro e sustento) e nem sempre está por perto. Esperta e visionária (apesar de lhe faltar senso de moralidade), Bernadete é a única que sabe que Suelen, a filha mais velha do casal, trabalha como garota de programa numa casa de massagem e mente pro pai que faz medicina, sempre evitando ser descoberta pelo mesmo. Johan, filho caçula do casal, foi adotado por eles após o falecimento de seus pais (um casal de traficantes alemães que residiam o morro até serem mortos pela polícia). Por saber que sua mãe biológica (que é loira alemã) teve um caso com Beringela (que é negro), braço direito de Coisa Ruim (chefe do tráfico e do crime organizado no Morro) e que seu suposto pai era muito velho, acredita ser filho do bandido e assim ter sangue negro nas veias (e costuma teimar nisso para com sua família), sendo admirador da cultura afro e tendo como melhores amigos os gêmeos negros Juke e Box, com quem costuma compor suas músicas. Mesmo gostando dele, os gêmeos não costumam concordar com suas ideias mirabolantes. A segurança do morro é feita por Otoridade, um ex-policial retirado do comando que muitas vezes acaba sendo submisso aos comandos do traficante Coisa Ruim. Outros personagens comuns são: Seu Anselmo, dono do bar onde Bezerra costuma comprar suas cervejas e os cigarros de Bernadete; a azarada Dona Geralda, que é a maior vítima da sociedade e costuma sempre se dar mal em alguma coisa; e Consuelo, uma travesti que é melhor amiga de Suelen que também trabalha na casa de massagens como garota de programa.\|\| |       |
| 15 de novembro de 2008 | 14 de julho de 2012 | Tonin                              | Tonin Carlos                   | Chouriço Pai-Meio Vilano-San Dameshana Tião Dois-Dentes Creusa Oráculo Irmandade dos Ninjas de Preto Aparecido Kaipiro Mipussy | 4     | Um anime que conta a história de Tonin, um garoto brasileiro que viaja para o Japão Feudal para se tornar um ninja. Foi inspirada no sucesso de animações japonesas como Naruto. Teve 4 temporadas, cada uma sendo lançada anualmente, a primeira chamada "O Ninja que Veio da Roça", focada em Tonin no seu treinamento ninja com Pai-Meio para derrotar Vilano-san no Japão Feudal, enquanto também foca uma saga secundária envolvendo Tião Dois Dentes comprando uma praia no Rio de Janeiro. A segunda chamada "A Vorta dos que Num Foi" mostra Tonin viajando de volta no tempo para o Brasil, porém 10 anos a frente de quando tinha partido passando a ter como antagonistas Tião Dois Dentes (agora como um político corrupto) e Aparecido, o irmão bebê de Tonin já crescido, além de também focar uma saga secundária com Vilano-san fazendo viagens no tempo. A terceira chamada "O Ninja dos Inferno" mostra Vilano, Pai-Meio e Aparecido unindo forças contra Tonin de volta ao Japão Feudal e Tonin fazendo pacto com o demônio para ganhar poderes, além de também ter um grande foco em Kaipiro na história. A quarta e última chamada "A Saga Final" ocorre 5 anos depois da derrota de Vilano-san e Pai-Meio, com Tonin adulto e tendo que enfrentar Aparecido que se tornou mais velho e poderoso com as viagens no tempo e querendo seguir os passos de Vilano, a temporada também tem um grande foco na Dameshana. Mesmo com o final da série, Tonin e Dameshana continuaram a aparecer em algumas animações posteriores do Charges normalmente como participações especiais, na suas versões da segunda linha temporal que apareceram no epílogo da última temporada. Tonin, Dameshana e Tião apareceram na minisérie "Transando essa Transa" com Tonin interagindo com os outros personagens do site pela primeira vez. Dameshana apareceu no episódio "Amiga Japa Visita a Turma" também interagindo com os outros pela primeira vez. Depois Oráculo, Vilano-san, o Tonin da linha do tempo original e Aparecido aparecem no crossover "Todo Mundo em Casa" como personagens importantes na história da saga onde é revelado que Lesado e Coisa Ruim (Carlinhos) tiveram suas origens com Oráculo no passado e parte de Vilano vive em Coisa Ruim. \|\|                                                                               |       |
|                        |                     | Os Pedreiros Zoe iros              | Pedrão Jerônimo                | |       | Dois pedreiros que, para se livrarem do tédio no ambiente de trabalho, ridicularizam os traseuntes em frente as obras onde trabalham, com Pedrão (com a ajuda de Jerônimo na laje de cima) sempre inventando respostas geniais para se livrar de problemas convencendo os traseuntes de que não estavam sendo ridicularizados. |       |

## Outros Personagens
| Personagem          | Descrição | Ref.   |
| ------------------- | --- | ------ |
| Zhuanta Bhadzada    | Homem-Bomba ex-braço direito de Osama Bin Laden.Sempre posterga a sua explosão. Atualmente faz parte do Estado Islâmico | [ 11 ] |
| Mestre Xu Tinussaco | Profeta que sempre faz previsões pro próximo ano, com suas previsões infalíveis                                         | [ 12 ] |

## Premiações
- Troféu Bigorna 2009 - Maurício Ricardo foi eleito o melhor chargista do ano, com seu trabalho no Charges.com.
- MTV Video Music Brasil 2009 - Os Seminovos ganharam o troféu de Melhor Web Hit do ano, com a música "Escolha Seu Nerd".
- Garagem do Faustão - A música Escolha Seu Nerd foi eleita, em 2009, a melhor música do "Mete a Cara", escolha da audiência, com 32% dos votos.
- Prêmio iBest - Em 2006 o Charges.com ganha o Prêmio iBest 2006 como "Melhor Site de Entretenimento".
- Revista Info Exame - Prêmio Info 2005 para o Charges.com como o Site do Ano e para Mauricio Ricardo como o "Empreendedor do Ano na Internet".
- Revista Info Exame - Segunda premiação, o Charges.com recebeu o Prêmio Info 2002 como "Melhor Site de Lazer do Brasil".
- Revista Info Exame - Charges.com recebeu o Prêmio Info 2001 como "Melhor Site de Lazer do Brasil".